# Furillen
Furillen (även kallad Furilden) är en ö utanför Gotlands nordöstra kust. Furillen har landförbindelse vid Lergravskusten. Namnet Furilden sägs komma från att hela ön brann för över 500 år sedan.
Furillen skall tidigare ha utnyttjats för bete av de gotländska bönderna. 1539 sägs Visborgs slott hålla 157 får på ön. I en klagoskrift från 1554 sägs ön under Lybska fejden ha lagts under slottet men att bönderna fortfarande fick skatta för ön. Ön användes även senare av Visborgs slott för fårbete men utarrenderades från slutet av 1500-talet för sex tunnor tjära årligen. Av revisionsboken 1653 framgår att Furillen även användes för säljakt.
Fram till 1970-talet drevs kalkstensindustri på ön, bland annat av Stockholms Superfosfat Fabriks AB. Furillen var in på 1990-talet ett militärt skyddsområde där radarstationerna R130 Katten och senare R236 Bonsen var förlagda. Dessa är numera avvecklade. Försvarsmakten har dock fortfarande militära skyddsobjekt kvar på ön.
Kalkstensindustrins gamla fabriksbyggnader används numera som hotell med konferenslokaler, Fabriken Furillen. Ön används i dag ofta för olika mode-, musik- och reklamfotograferingar. Ön ägs till största delen (500 hektar) av fotografen och entreprenören Johan Hellström, som driver hotellet.
Ett område på öns norra del, Furildens naturreservat, är naturreservat och Natura 2000-område.

## Fotogalleri

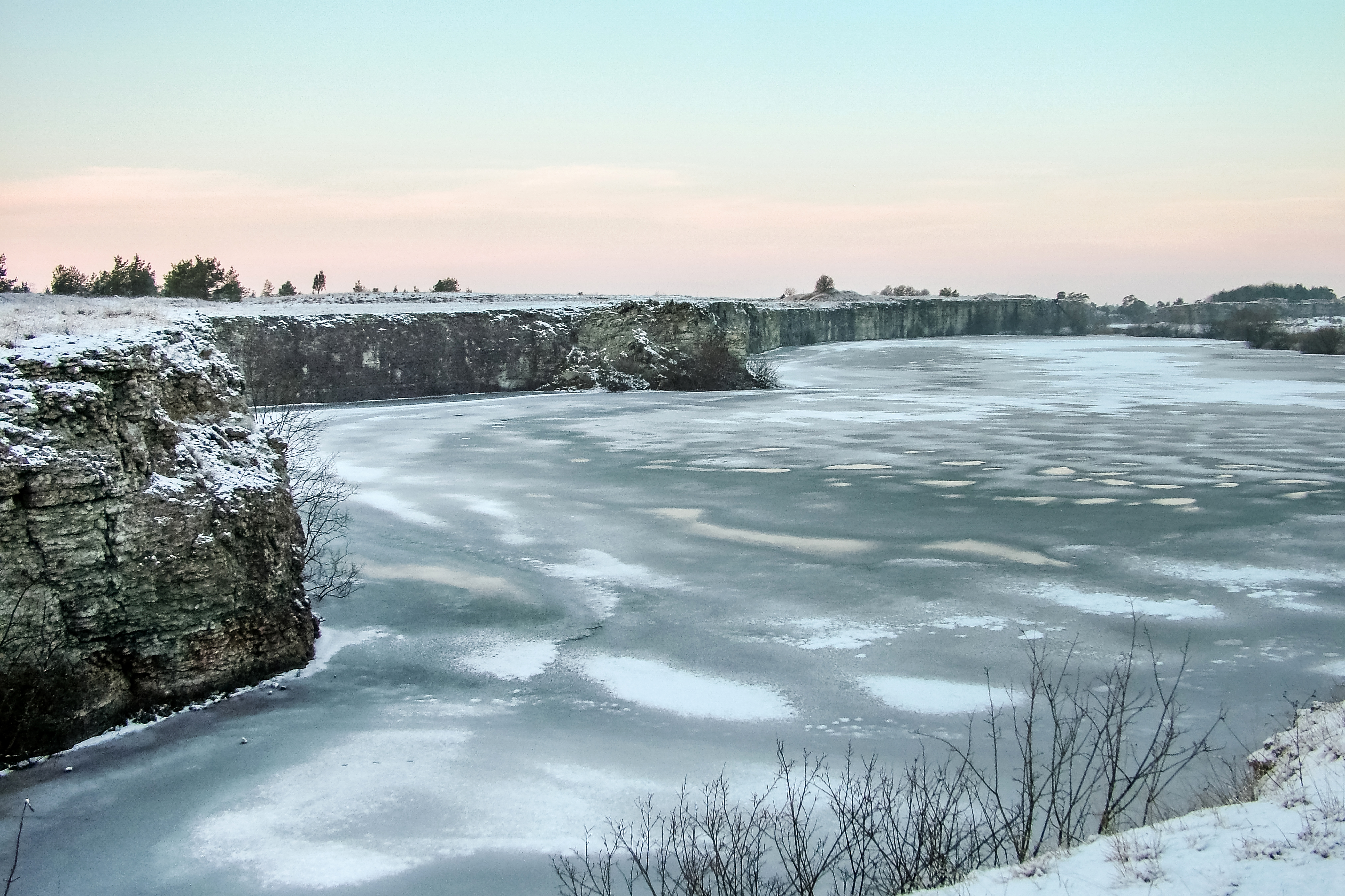
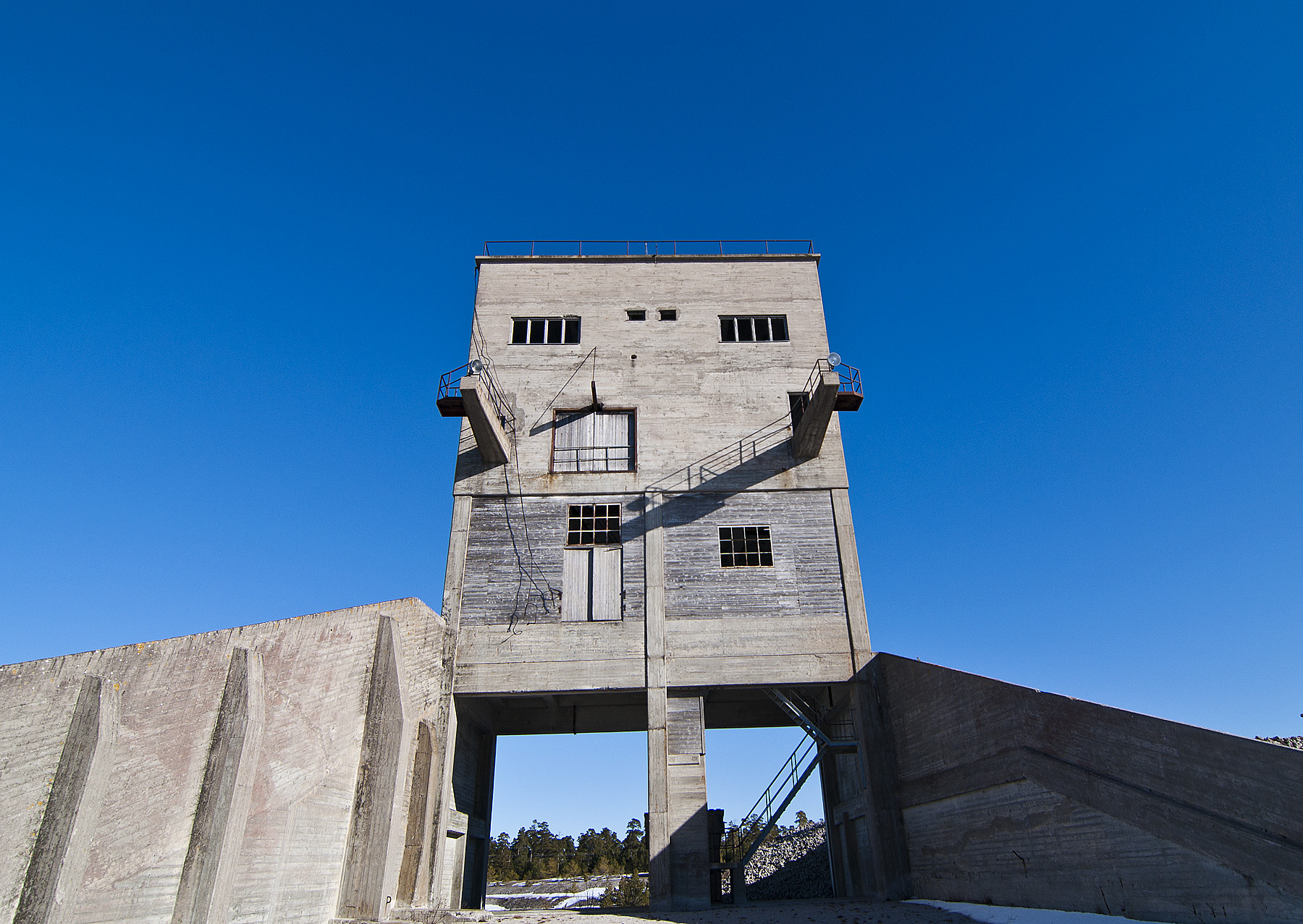
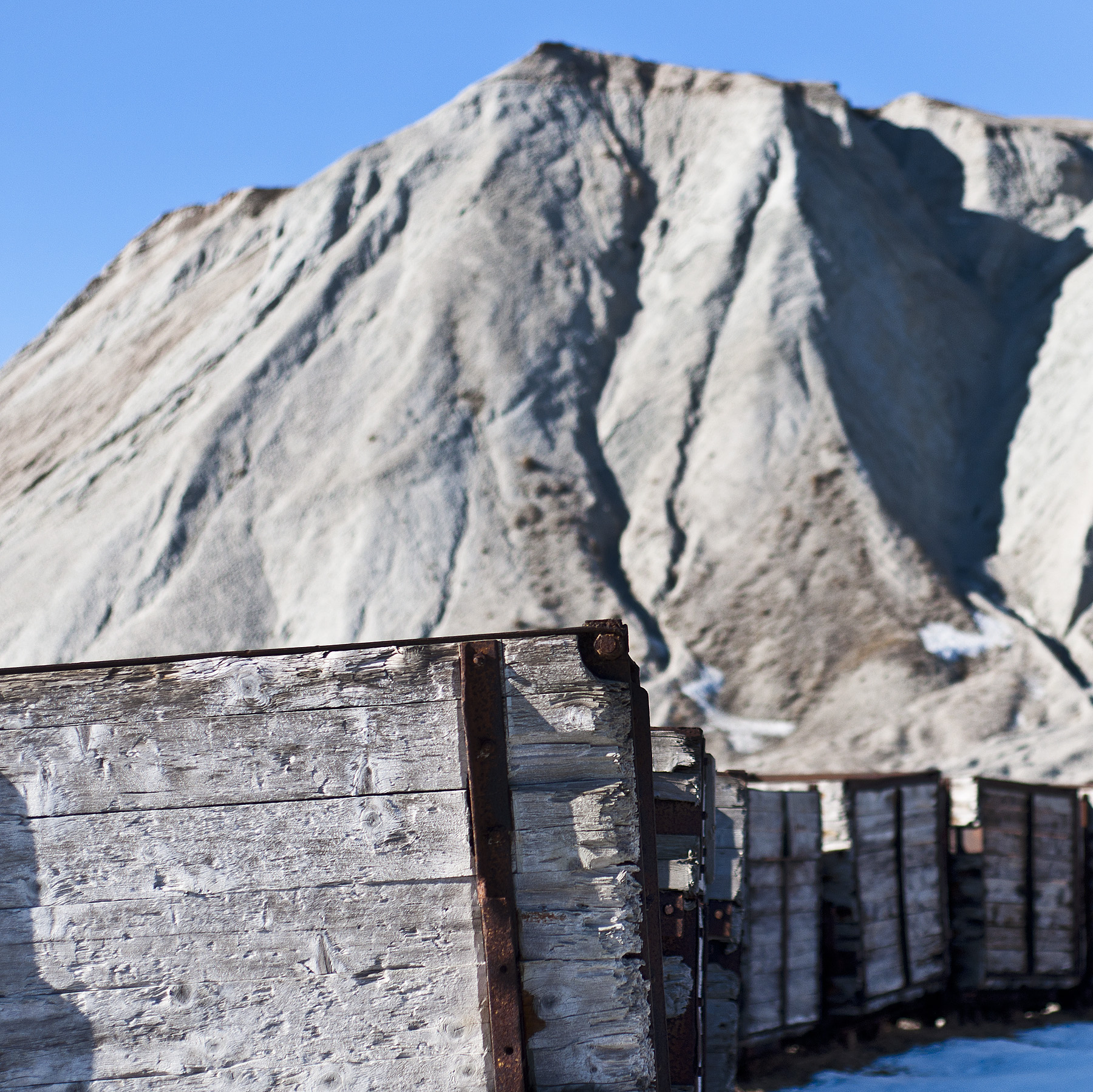
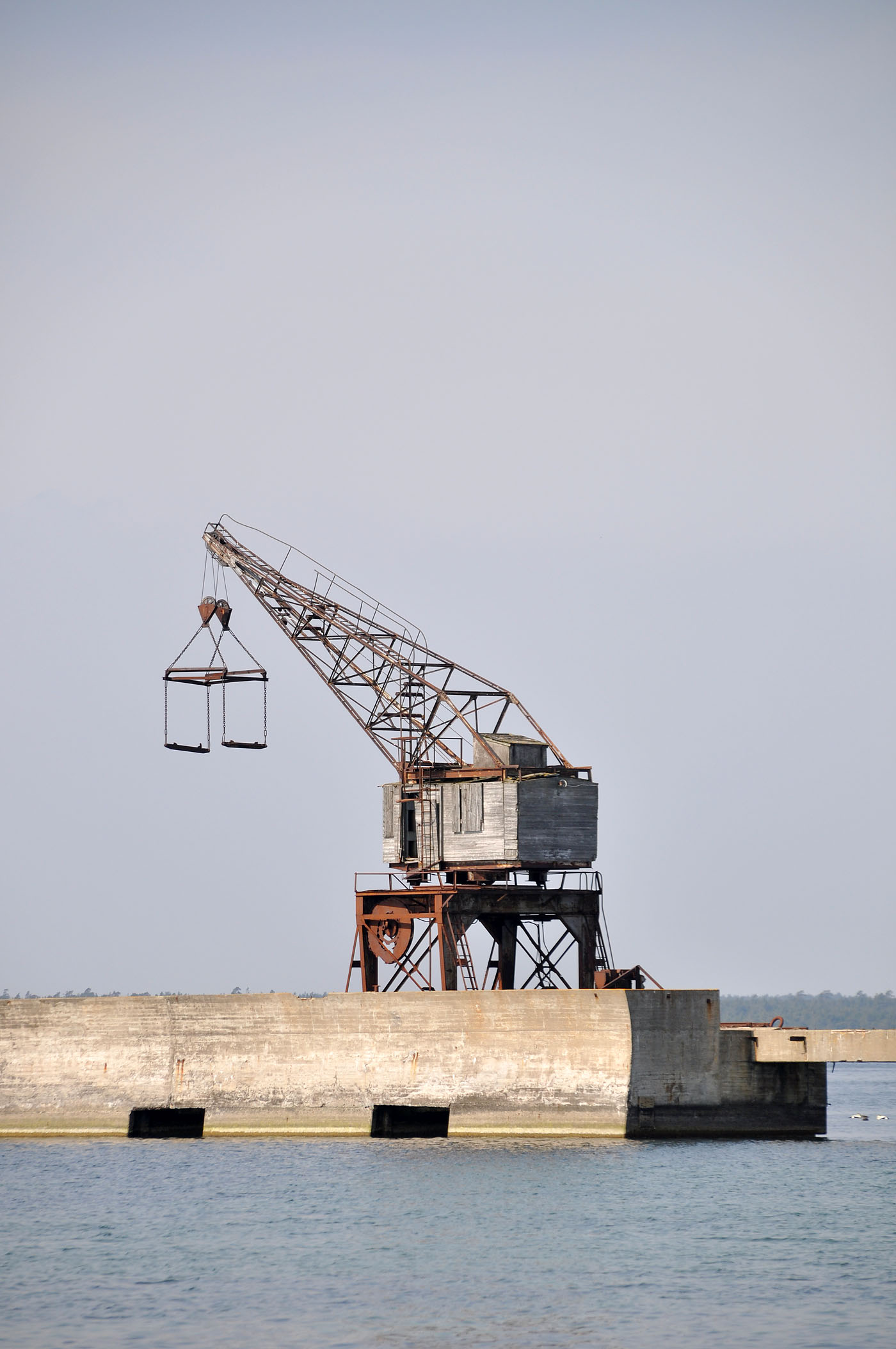
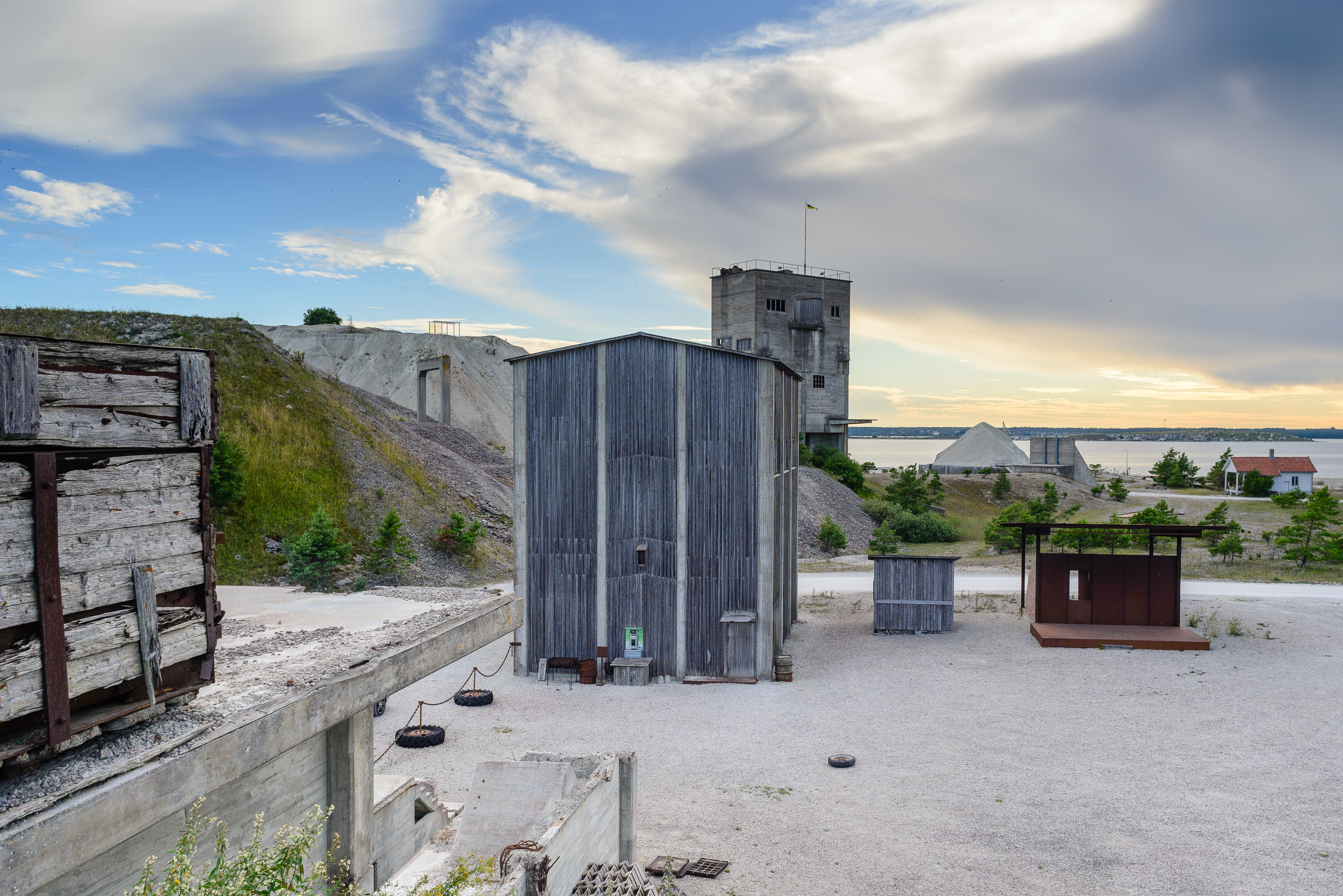
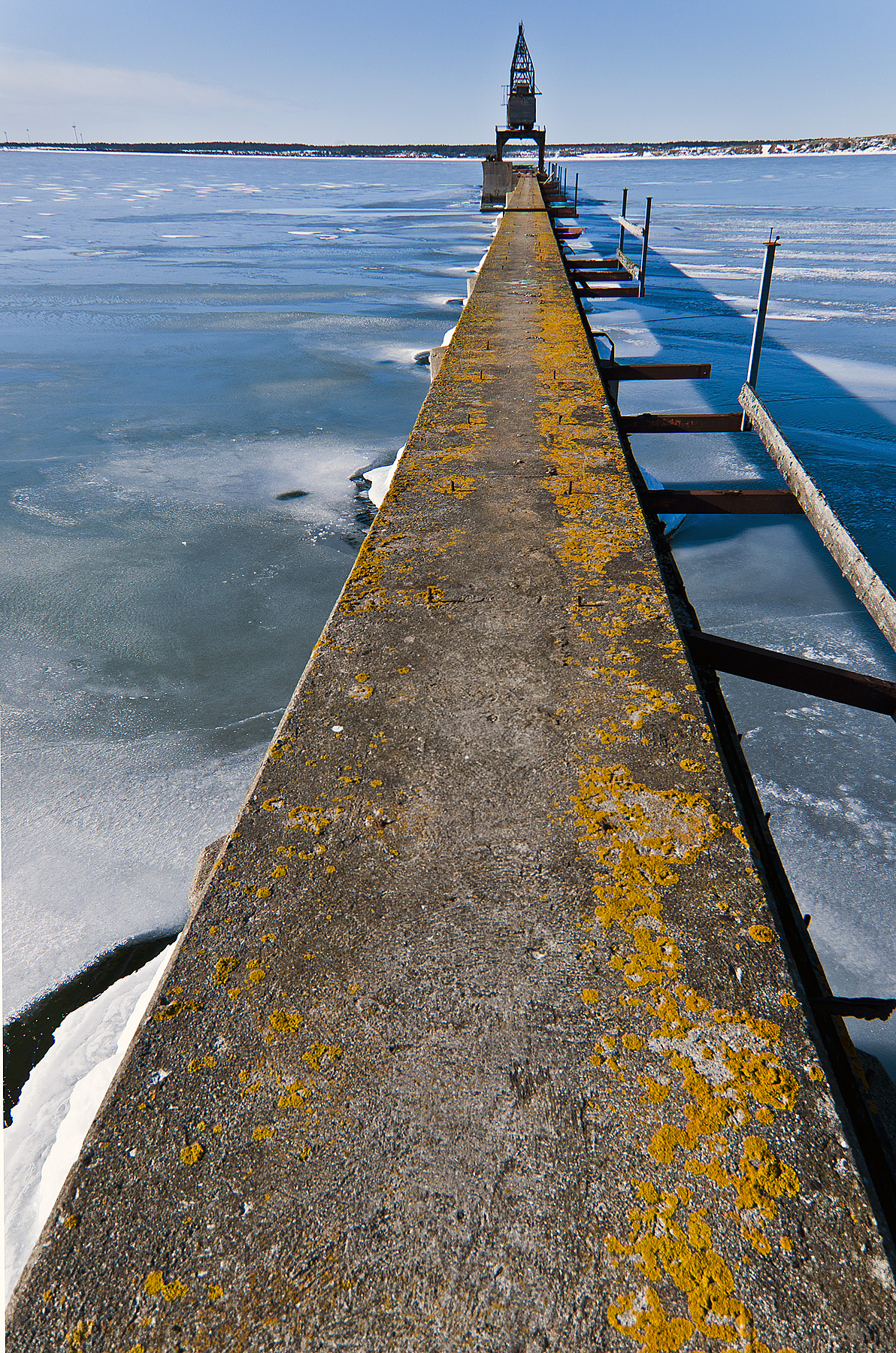
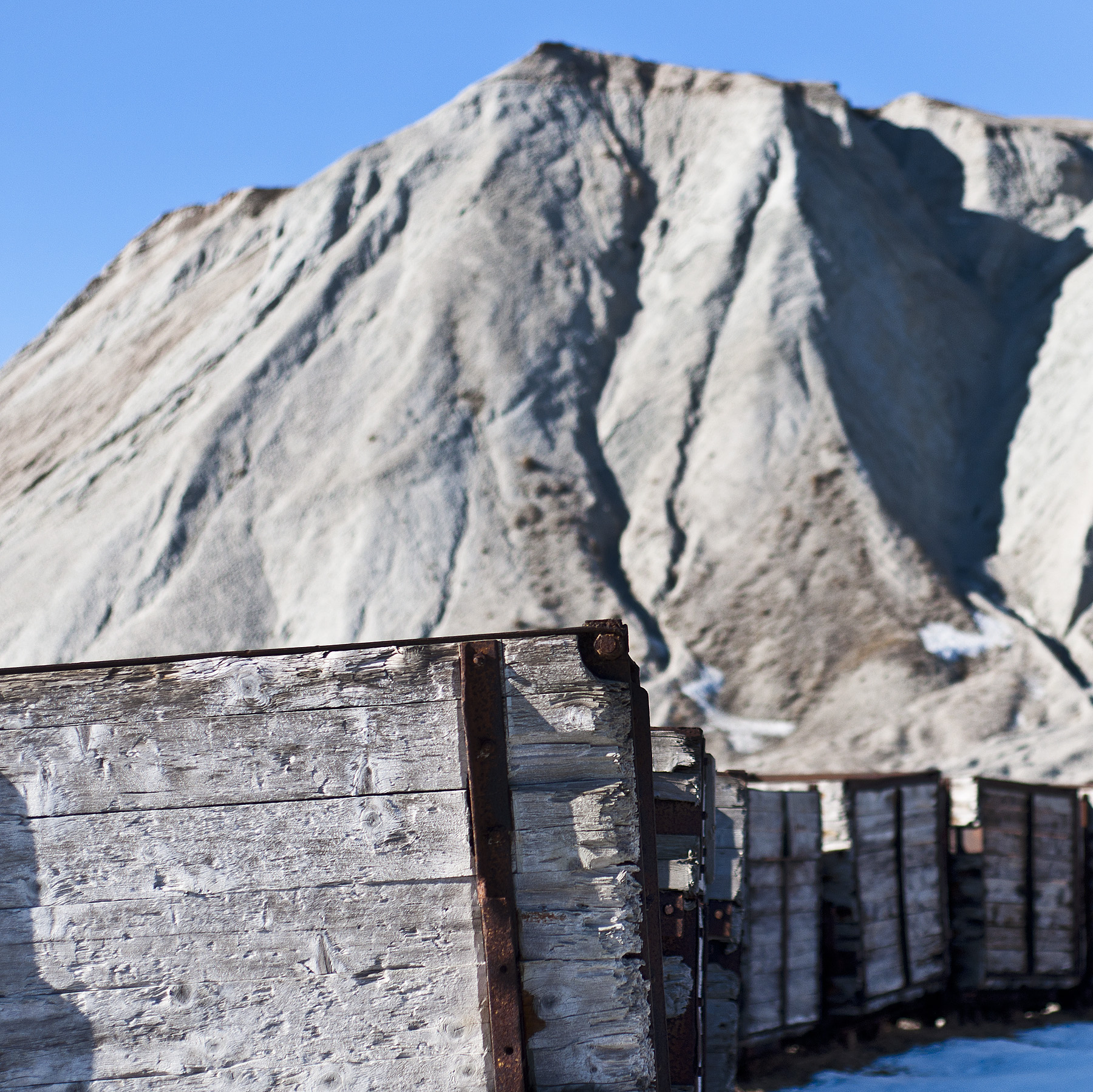
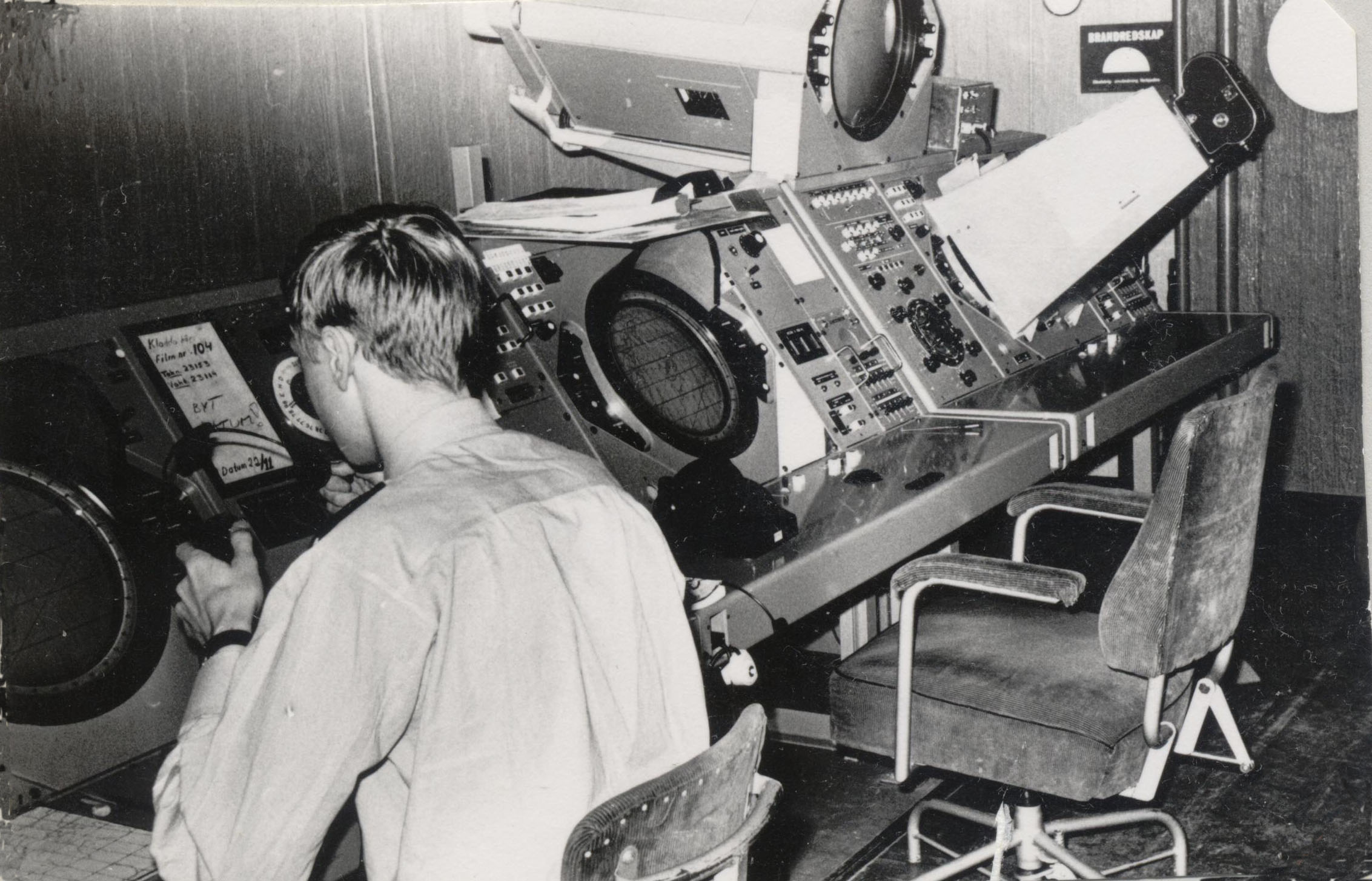
Radarstationen på Furillen 1967.
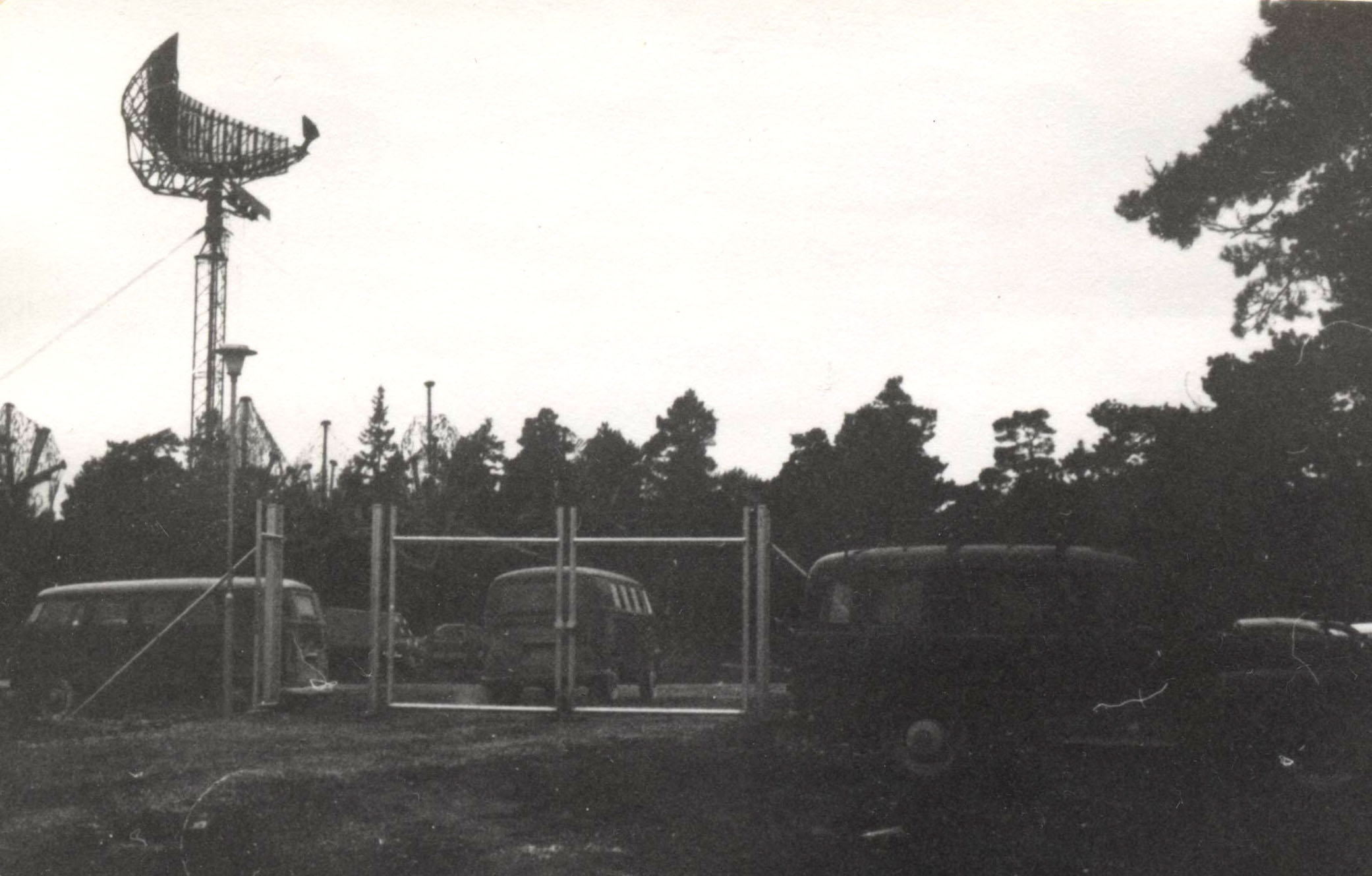
Radarstationen på Furillen 1967.